# Daniel van den Dyck

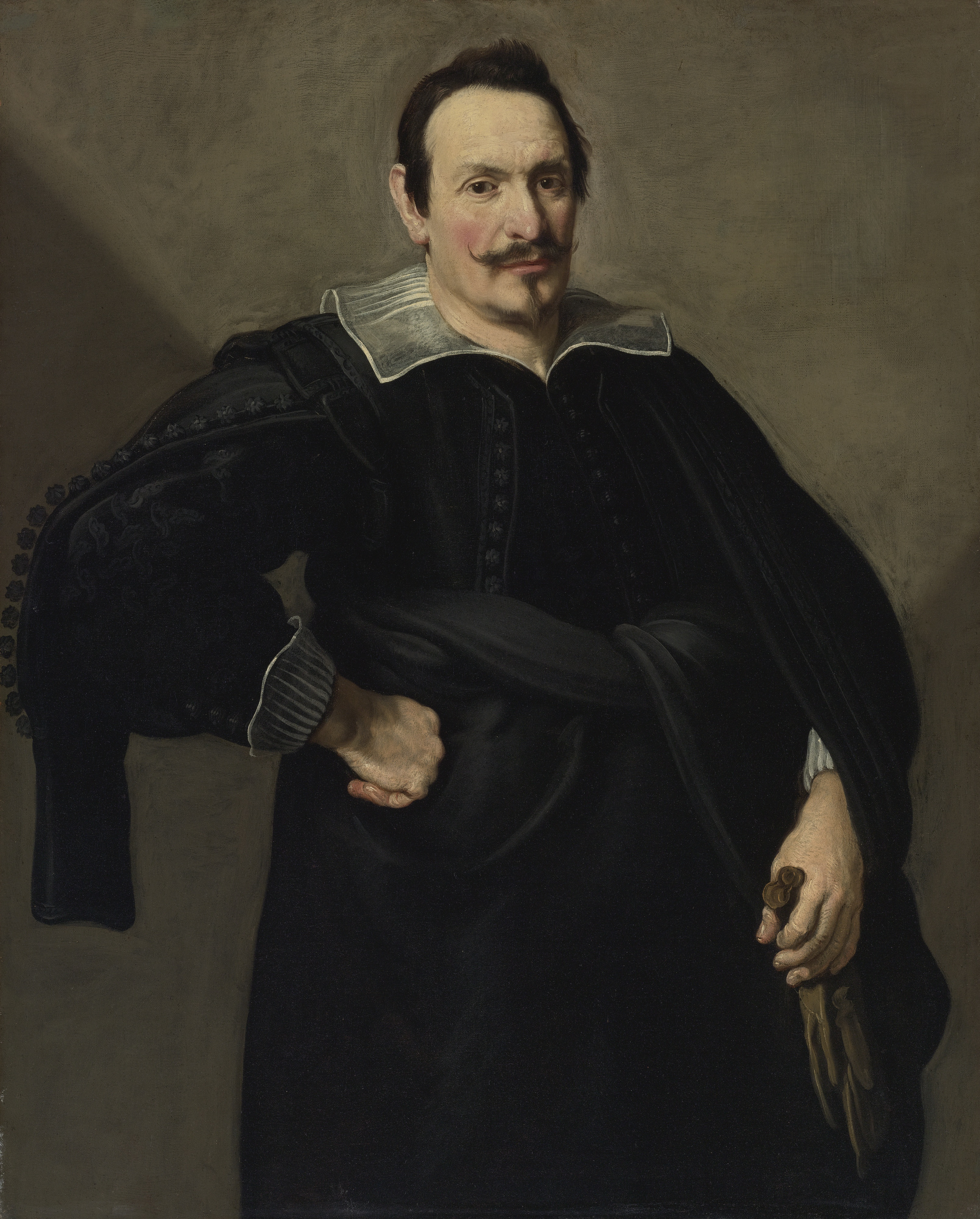
Ritratto di nobiluomo, 1650 ca., collezione privata.

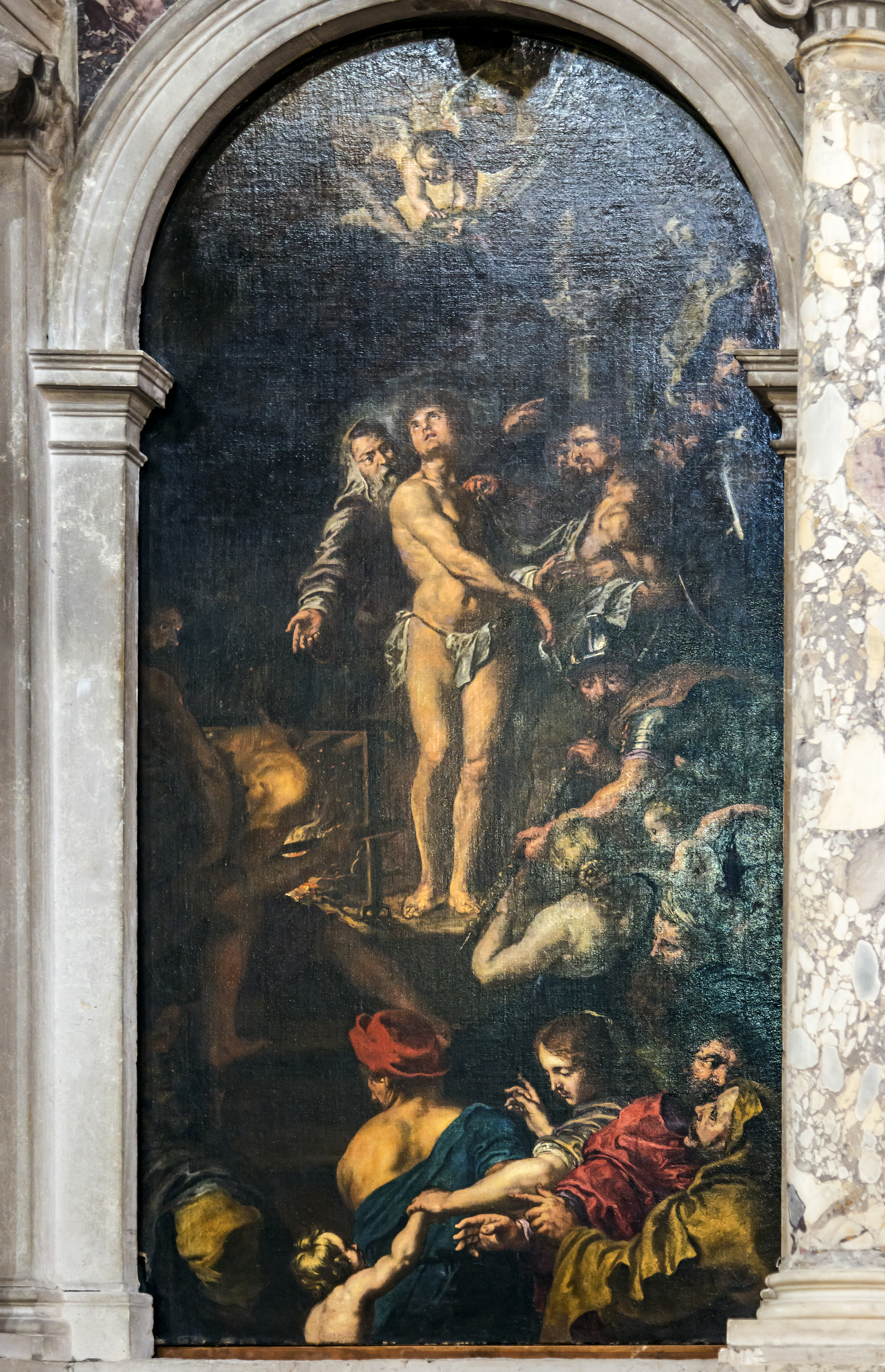
Martirio di san Lorenzo, 1650 c., Chiesa della Madonna dell'Orto, Venezia.

Daniel van den Dyck (Anversa, 1610 – Mantova, 1670) è stato un pittore e incisore fiammingo, dedito soprattutto ai soggetti religiosi e mitologici e alla ritrattistica, ha svolto gran parte della sua attività in Italia.

## Biografia
Daniel van den Dyck si formò ad Anversa con Peter Verhaecht (?-1652).
Fu ammesso alla Corporazione di San Luca ad Anversa verso il 1631 - 1632 e divenne un maestro qualificato verso il 1633 - 1634.
Alla fine di settembre del 1633 si recò a Bergamo in Italia e nel 1634 si trasferì a Venezia, dove sposò Lucrezia, figlia del pittore Nicolas Régnier, anch'essa pittrice.
Dal 1658 al 1661 fu prefetto delle fabbriche presso la corte ducale gonzaghesca di Mantova. Nel Palazzo Ducale è riconosciuta come opera di Daniel Van den Dyck una Venere dipinta nell'oculo del soffitto del Gabinetto dei Mori oltre al grande dipinto Lo sposalizio della Vergine, recentemente restaurato e ora esposto nella Galleria Nuova del Museo di Palazzo Ducale.
Con il coetaneo Pietro Della Vecchia (1603-1678) dipinse gli affreschi nel Palazzo Pesaro di Preganziol.
Gli sono stati attribuiti anche gli affreschi della Villa Venier-Contarini a Mira, vicino a Venezia, raffiguranti scene della Leggenda di Psiche.
Il suo stile è stato influenzato da Rubens, come si può vedere dalla sua opera Il Martirio di San Lorenzo (Madonna dell'Orto, Venezia).
Dei cinque ritratti visibili presso l'Accademia Carrara di Bergamo che gli sono attribuiti, almeno tre datati 1633 sono improbabili siccome lasciò Anversa per l'Italia alla fine di settembre del 1633.

## Opere
- Cinque ritratti, Accademia Carrara, Bergamo
- Il martirio di san Lorenzo, chiesa della Madonna dell'Orto, Venezia
- Affreschi, Palazzo Pesaro, Preganziol
- Madonna col Bambino, Fine Arts Museum, San Francisco
- Antonio Canal di Giovanni, procuratore di San Marco (1647), Museum and Art Gallery, Birmingham
- Lo sposalizio della Vergine, Palazzo Ducale, Mantova[3]

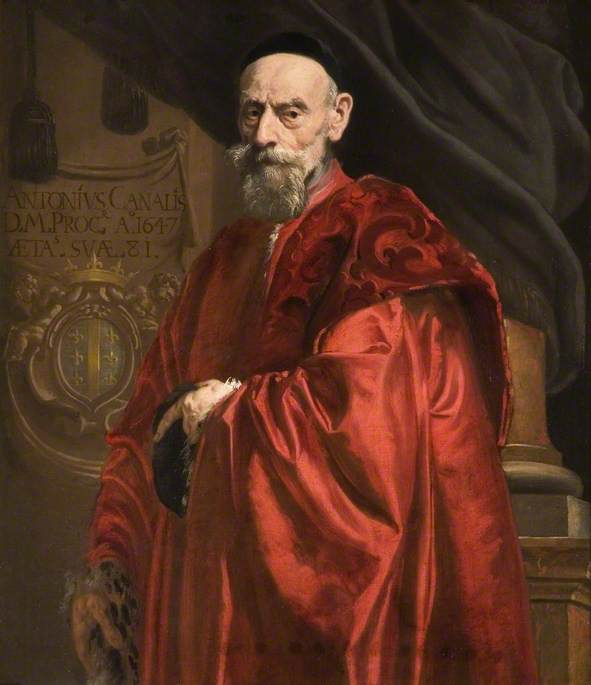
Ritratto di Antonio Canal, 1647, Birmingham Museum and Art Gallery